# Раиза I
Раиза I је насеље у Италији у округу Ена, региону Сицилија.
Према процени из 2011. у насељу је живело 66 становника. Насеље се налази на надморској висини од 198 м.